# 大同城市规划展示馆
大同城市规划展示馆，或大同城市规划展览馆，或大同规划展览馆，位于山西省大同市城区魏都大道（原新建北路4号），原大同市展览馆南侧。2008年底大同市在展览馆展出了2008年新编制的一系列城市规划 ，随即成立了大同城市规划展示馆。建设一年后，2009年12月16日正式开馆。展厅面积约6000平方米，分城市记忆、文化复兴、转型发展、绿色崛起、展望未来、4D影院六个展厅，展示了大同市的城市文化底蕴和城市规划。展馆使用的展示手段包括平面展板、沙盘、多媒体等。2012年，由于大同市修复西城墙，对原展览馆建筑进行整体平移，展馆从5月起暂时闭馆。 展馆的设计方是北京对点视觉艺术设计有限公司，施工方是中央美术学院。媒体报道，刚开馆的两个月，每天有一千多名市民来馆参观，部分市民参观不止一次。
关于展馆的正式名称，门票上的名称是“大同城市规划展示馆”，而大门上写的则是“大同规划展览馆”，媒体报道时还会使用“大同城市规划展览馆”、“大同城乡规划展示馆”等来称呼展馆。